# Parastasia binotata
Parastasia binotata är en skalbaggsart som beskrevs av John Obadiah Westwood 1841. Parastasia binotata ingår i släktet Parastasia och familjen Rutelidae. Inga underarter finns listade i Catalogue of Life.